# Schmelzbach (Sieg)

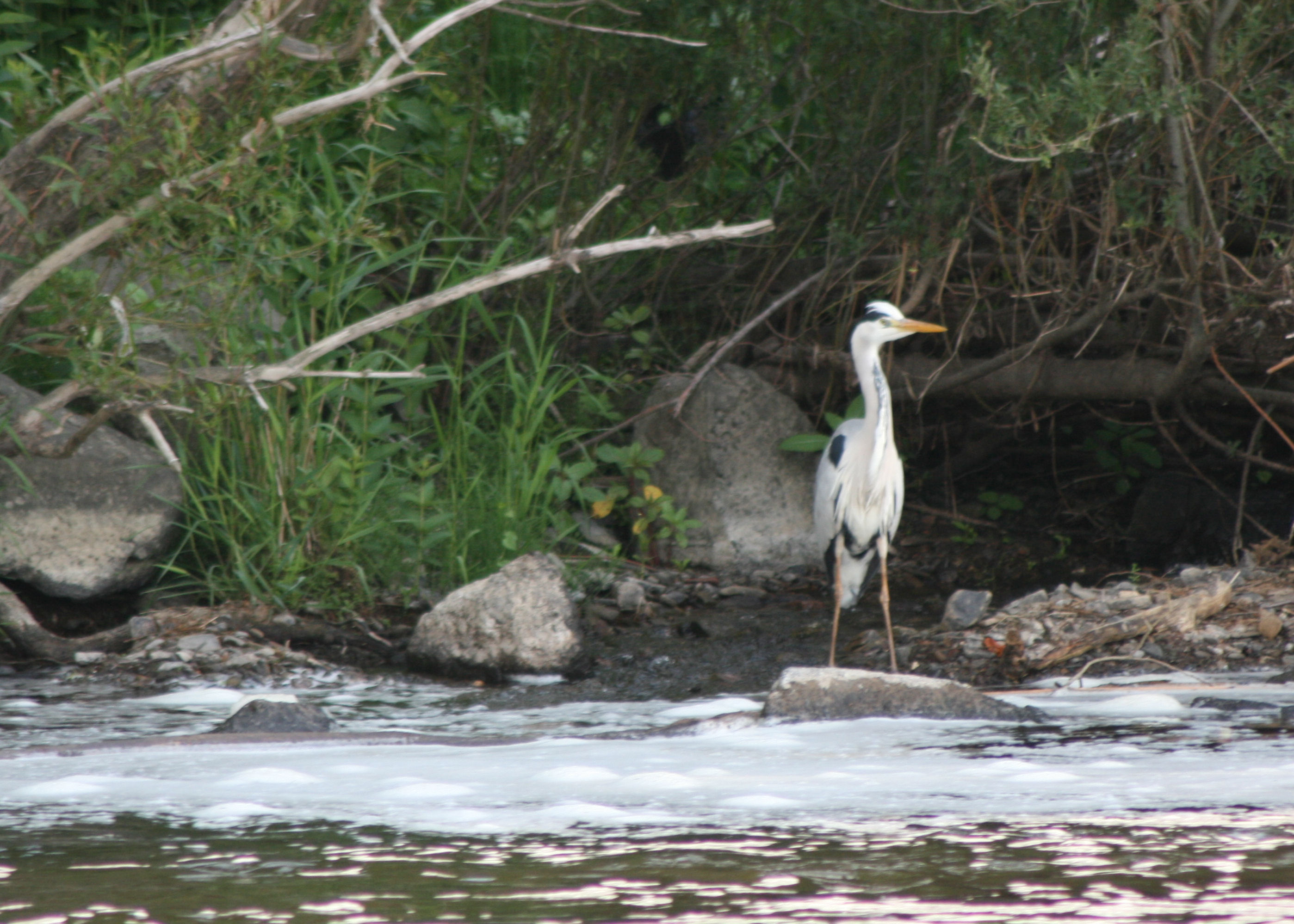
Graureiher an der Mündung des Schmelzbaches

Der Schmelzbach ist ein Bach in der Gemeinde Eitorf.
Er entspringt in der Nutscheid und mündet bei Schmelze in die Sieg. Vor Entstehung des Ortsteiles Schmelze wurde der Bach Hombach genannt. Zu seinem Wassereinzugsgebiet gehören die Ortsteile
- Wilkomsfeld
- Plackenhohn
- Nannenhohn
- Schellenbruch, das ebenso wie der abgelegene Baumhof direkt an der Römerstraße liegt
- Hönscheid, ein Kapellenort

und das heute zu Ruppichteroth gehörende Schneppe.
Größter Zulauf ist der Überbuschbach, der bei Hatzfeld einmündet. 